# Geschichte der Philosophie in Einzeldarstellungen
Geschichte der Philosophie in Einzeldarstellungen war eine von dem in Wien geborenen promovierten Psychologen und Philosophiehistoriker Gustav Kafka herausgegebene Schriftenreihe. Sie erschien von 1921 bis 1933 bei dem Verlag Ernst Reinhardt in München. In seiner Rolle als Philosophiehistoriker strebte Gustav Kafka zusammen mit seinem Mitherausgeber Ernst Reinhardt eine umfassende historische Synopse aller geschichtlich relevanten Erscheinungen der Philosophie an.    

## Bandverzeichnis
- Abt. 1: Das Weltbild der Primitiven und die Philosophie des Morgenlandes.
- Bd. 1: Fritz Graebner: Das Weltbild der Primitiven. Eine Untersuchung der Urformen weltanschaulichen Denkens bei Naturvölkern. 1924. 174 S.
- Bd. 1 a: Otto Günther von Wesendonk: Das Weltbild der Iranier. 1933. 354 S.
- Bd. 2: Otto Strauss: Indische Philosophie. 1925. 286 S.
- Bd. 3: Julius Guttmann: Die Philosophie des Judentums. 1933. 412 S.
- Bd. 4:Max Horten: Die Philosophie des Islam in ihren Beziehungen zu den philosophischen Weltanschauungen des westlichen Orients. Mit einer Darstellung von Muhammeds Himmelfahrt, nach einer Miniatur des 15. Jahrhunderts. 1924. 386 S.
- Bd. 5: Heinrich Hackmann: Chinesische Philosophie. 1927. 406 S.

- Abt. 2: Die Philosophie des Abendlandes im Altertum.
- Bd. 6: Gustav Kafka: Die Vorsokratiker. Mit einem Bildnis des Anaximander, nach einem antiken Relief. 1921. 164 S.
- Bd. 7: Gustav Kafka: Sokrates, Platon und der sokratische Kreis. 1921. 158 S.
- Bd. 8: Gustav Kafka: Aristoteles. 1922. 202 S.
- Bd. 9: Gustav Kafka u. Hans Eibl: Der Ausklang der antiken Philosophie und das Erwachen einer neuen Zeit. Mit einer antiken allegorischen Darstellung der epikureischen und stoischen Philosophie. 1928. 380 S.

- Abt. 3: Die christliche Philosophie.
- Bd. 10/11: Hans Eibl: Augustin und die Patristik. 1923. 462 S.
- Bd. 12/13: Artur Schneider: Thomas von Aquin und die Scholastik. [Nicht erschienen]
- Bd. 14: Joseph Bernhart: Die philosophische Mystik des Mittelalters von ihren antiken Ursprüngen bis zur Renaissance. 1922. 292 S.

- Abt. 4: Die Philosophie der neueren Zeit I.
- Bd. 15: August Riekel: Die Philosophie der Renaissance. 1925. 194 S.
- Bd. 16/17: Cay von Brockdorff: Descartes und die Fortbildung der kartesianischen Lehre. 1923. 228 S.
- Bd. 18: Bernhard Alexander: Spinoza. 1923. 180 S.
- Bd. 19: Gerhard Stammler: Leibniz. 1930. 184 S.

- Abt. 5: Die Philosophie der neueren Zeit II.
- Bd. 20: Walter Frost: Bacon und die Naturphilosophie. 1927. 504 S.
- Bd. 21: Richard Hönigswald: Hobbes und die Staatsphilosophie. 1924. 208 S.
- Bd. 22/23: Robert Reininger: Locke, Berkeley, Hume. 1922. 214 S.

- Abt. 6: Die Philosophie der neueren Zeit III.
- Bd. 24: Cay von Brockdorff: Die englische Aufklärungsphilosophie. 1924. 180 S.
- Bd. 25: Oskar Ewald: Die französische Aufklärungsphilosophie. 1924. 168 S.
- Bd. 26: Cay von Brockdorff: Die deutsche Aufklärungsphilosophie. 1926. 180 S.
- Bd. 27/28: Robert Reininger: Kant, seine Anhänger und seine Gegner. 1923. 314 S.

- Abt. 7: Die Philosophie der neuesten Zeit I.
- Bd. 29: Heinz Heimsoeth: Fichte. 1923. 222 S.
- Bd. 30/31: Hinrich Knittermeyer: Schelling und die romantische Schule. 1929. 482 S.
- Bd. 32/33: Willy Moog: Hegel und die hegelsche Schule. 1930. 492 S.

- Abt. 8: Die Philosophie der neuesten Zeit II.
- Bd. 34: Heinrich Hasse: Schopenhauer. 1926. 516 S.
- Bd. 35: Georg Weiß: Herbart und seine Schule. 1928. 262 S.
- Bd. 36: Max Wentscher: Fechner und Lotze. 1925. 208 S.
- Bd. 37: August Vetter: Nietzsche. 1926. 328 S.

- Abt. 9: Die Philosophie der neuesten Zeit III.
- Bd. 38: Oskar Ewald: Der Materialismus des 19. Jahrhunderts. [Nicht erschienen]
- Bd. 39: Max Schinz: Comte und der Positivismus. [Nicht erschienen]
- Bd. 40: Else Wentscher: Mill und der Empirismus. [Nicht erschienen]

## Autorenverzeichnis
- Bernát (Bernhard) Alexander (1850–1927) ungarisch jüdischer Philosoph, geb. als Alexander Márkus in Pest
- Joseph Bernhart (1881–1969) bedeutender Philosoph des Mittelalters katholischer Provenienz, zunächst Priester, lebte er nach seiner Verheiratung mit Elisabeth Nieland als frei tätiger Schriftsteller, der u. a. für die von Carl Muth begründete katholische Zeitschrift «Hochland» schrieb
- Cay von Brockdorff (1874–1946) bedeutender deutschsprachiger Philosoph protestantisch lutherischer Provenienz, Schüler Paul Deussens, später durch den Kantianer Alois Riehl beeinflusst, publ. 1934 die von ihm aufgefundene Urform der Logik Thomas Hobbes’, stand dem Soziologen Ferdinand Tönnies nahe, mit dem er 1929 die Hobbes-Gesellschaft gründete, war einer der führenden Philosophiehistoriker der Aufklärungsphilosophie seiner Zeit
- Hans Eibl (1882–1958) österreichischer Philosoph katholischer Provenienz
- Oskar Ewald (1881–1940) österreichisch (ungarisch) jüdischer Philosoph, geb. als Oskar Ewald Friedländer, Sohn des jüdischen Religionsphilosophen Moritz Friedländer (1844–1919)
- Walter Frost (1874–1936) deutschsprachiger Philosoph protestantischer Provenienz, publ. «Der Begriff der Urteilskraft bei Kant» (Halle Saale 1906. 136 S.)
- Fritz Graebner (1877–1934) Ethnologe
- Julius Guttmann (1880–1950) bedeutender deutsch-jüdischer Religionsphilosoph, Rabbiner
- Heinrich Hackmann (1864–1935) protestantischer Theologe und Sinologe
- Heinrich Hasse (1884–1935) deutschsprachiger Philosoph protestantischer Provenienz, Schopenhauer-Forscher
- Heinz Heimsoeth (1886–1975) bedeutender deutschsprachiger Philosoph protestantischer Provenienz und bedeutender Kant-Forscher, schon als Schüler hörte er Vorträge von Benno Erd-mann, Schüler Wilhelm Diltheys, Alois Riehls und Ernst Cassirers
- Richard Hönigswald (1875–1947) bedeutender deutsch-jüdischer Philosoph österreichischer Abstammung, Schüler Alexius Meinongs und Alois Riehls, Kantianer
- Max Horten (1874–1945) bedeutender Orientalist und Mittelalter-Forscher
- Gustav Kafka (1883–1953) Psychologe, Schüler Wilhelm Wundts
- Hinrich Knittermeyer (1891–1958) deutschsprachiger Philosoph protestantischer Provenienz, Absolvent des Hamburger Johanneums, Schüler Paul Natorps, Kantianer und Schelling-Forscher
- Willy Moog (1888–1935) deutschsprachiger Philosoph protestantischer Provenienz, zusammen mit Max Frischeisen-Köhler Herausgeber von Friedrich Ueberwegs Grundriss der Geschichte der Philosophie
- Robert Reininger (1869–1955) österreichischer Philosoph protestantischer Provenienz, Kantianer
- August Riekel (1897–1967) Pädagoge, Schüler Erich Jaenschs und Aloys Fischers
- Gerhard Stammler (1898–1977) deutschsprachiger Philosoph protestantischer Provenienz, Schüler Alois Riehls
- Otto Strauss (1881–1940) Indologe
- August Vetter (1887–1976) Psychologe
- Georg Weiß (1885–1951) wissenschaftlicher Pädagoge, Schüler Wilhelm Reins
- Max Wentscher (1862–1942) deutschsprachiger Philosoph protestantischer Provenienz, Absolvent des Hamburger Johanneums
- Otto Günther von Wesendonk (1885–1933) Jurist, Publizist und Orientalist